# Kōji (Lebensmittel)
Kōji (japanisch ニホンコウジカび, 日本麹黴, ‚nihon kōji kabi‘) bezeichnet verschiedene Schimmelpilze der Gattung Aspergillus sp., die traditionell in der ostasiatischen Küche zur Fermentation von Lebensmitteln verwendet werden. Kōji bezeichnet im Japanischen sowohl die Aspergillus-Starterkultur als auch Mischungen von Aspergillus mit Weizen- und Sojaschrot. Die fermentierte Mischung wird auch direkt ohne weitere Zutaten gebraten und gegessen oder weiterverarbeitet und als Sauce verwendet.

## Eigenschaften

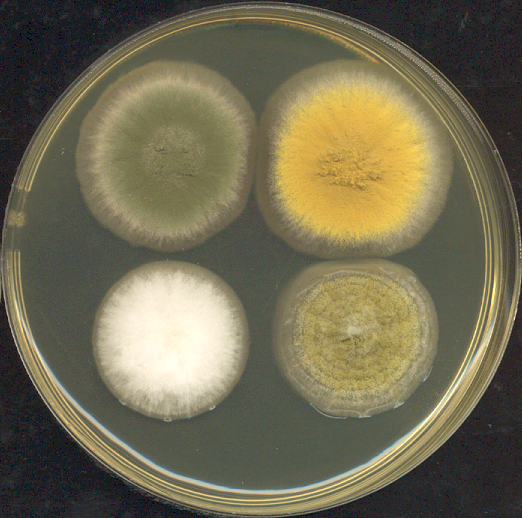
Vier Aspergillus-Arten in einer Petrischale. Die unteren beiden sind Stämme von A. oryzae

Es werden verschiedene Kōji-Sorten verwendet, darunter gelbes, schwarzes und weißes. Das Kōji wird für zwei bis drei Tage bei 30 °C unter hoher Luftfeuchtigkeit gelagert, um A. oryzae heranwachsen zu lassen. Hierbei wird die Stärke aus Getreiden wie Weizen, Buchweizen, Gerste oder Reis sowie aus Süßkartoffel zu Glucose gespalten, wodurch ein süßer Geschmack entsteht. Wegen der bei der Fermentation aus den Proteinen abgespaltenen Aminosäuren Glutaminsäure und in geringerem Umfang auch Asparaginsäure entsteht beim Konsum ein starker Umami-Geschmack auf der menschlichen Zunge. Je nach verwendetem Aspergillus, Kultursubstrat und Kulturbedingungen (Temperatur, pH-Wert, Salzgehalt, Luftfeuchte) entstehen unterschiedliche Produkte hinsichtlich Zusammensetzung, Geschmack und Geruch. Getrocknete Kōji-Sporen sind lichtgeschützt bei Raumtemperatur lager- und transportfähig. Für die Erzeugung von Sporen kann Kōji gefriergetrocknet und zerkleinert werden. Kojisäure wurde in verschiedenen Vertretern der Aspergillus sp. entdeckt und nach Kōji benannt.

### Gelbes Kōji

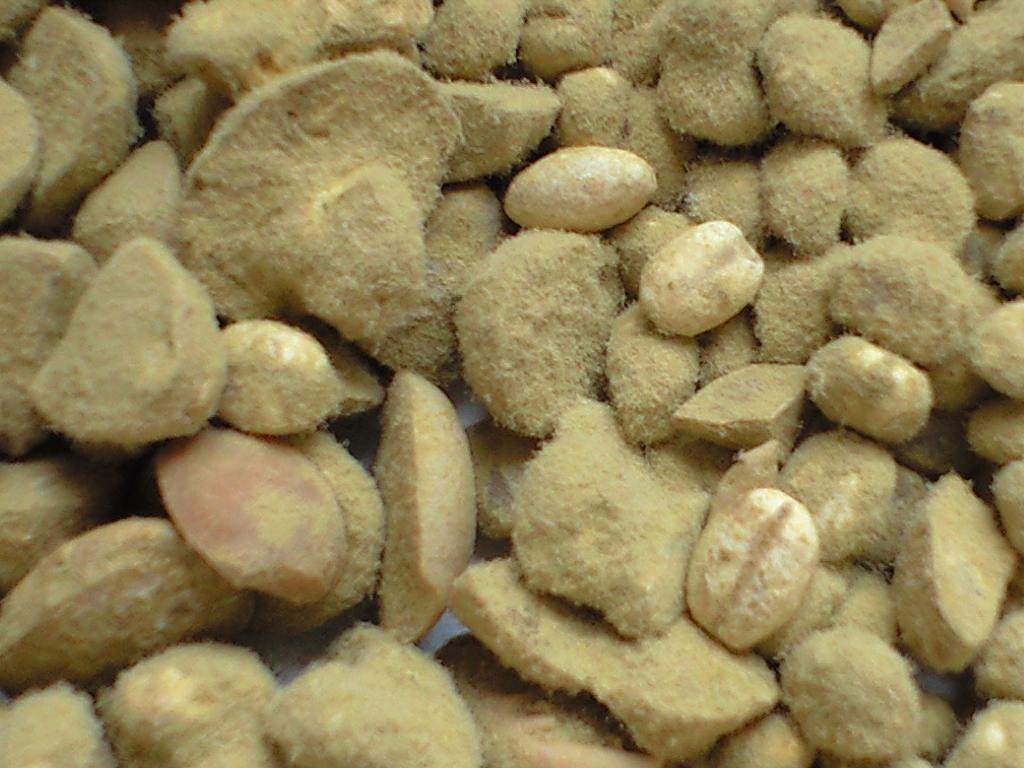
Aspergillus sojae auf Sojabohnen und Weizenkörnern

Gelbes Kōji wird unter anderem zur Herstellung von Sojasauce, Miso, Sake, Tsukemono, Ingwer (Jiāng), Makgeolli, Meju, Tapai, Kōji-Amazake, Reisessig, Mirin, Shio Koji und Natto verwendet. Üblicherweise werden zur Herstellung von Sojasauce (shoyu) Sojabohnen und Weizen gequollen, dampfgegart und eventuell mit bei 160–180 °C geröstetem sowie gemahlenem Weizenschrot gemischt. Durch die Anreicherung mit Kōji entsteht eine feuchte, aber nicht nasse Maische.
Es gibt drei Aspergillus-Arten, die als gelbes Kōji verwendet werden:
- Aspergillus flavus var. oryzae[13] (キコウジキン / 黄麹菌 ‚ki kōji-kin‘). Der Wachstumsbereich dieser Art umfasst pH-Werte von unter 2 bis über 8, ein Temperaturoptimum von 32 – 36 °C, ein Temperaturminimum von 7 – 9 °C und ein Temperaturmaximum von 45 – 47 °C.[14] Die Koloniefarbe ist zunächst gelb-grün, später mehr oder weniger braun.[14]
- Aspergillus sojae[15][16] (醤油麹菌 ‚shōyu-kōji-kin‘)
- Aspergillus tamarii[3][4]

A. oryzae besitzt drei α-Amylase-Gene, wodurch es Stärke relativ schnell zu Glucose abbauen kann. Dagegen weist A. sojae nur ein α-Amylasegen unter einem schwachen Promotor auf und die CAAT-Box besitzt eine genexpressionsabschwächende Mutation (CCAAA anstatt CCAAT), besitzt aber eine höhere Enzymaktivität der Endopolygalacturonase und der Glutaminase. Eine zu schnelle Freisetzung von Glucose aus Stärke zu Beginn der Fermentation behindert das Wachstum der Mikroorganismen in der Reifungsphase. Für den Abbau von Proteinen zu Aminosäuren besitzt A. oryzae Stamm RIB40 65 Endopeptidasegene sowie 69 Exopeptidasegene und A. sojae Stamm SMF134 83 Endopeptidasegene und 67 Exopeptidasegene. Ebenso sind in A. oryzae stärkeabbauende Enzyme (Glucosidasen) stärker und proteinabbauende Enzyme (Proteasen) schwächer exprimiert und die Geruchsprofile unterscheiden sich deutlich. A. sojae weist 10 Glutaminase-Gene auf. Verschiedene Mutanten von A. oryzae mit veränderten Eigenschaften wurden per Bestrahlung oder per CRISPR/Cas-Methode erzeugt. Ebenso wurden durch eine Variante der CRISPR/Cas-Methode oder chemische Mutagenese Mutanten von A. sojae mit veränderten Eigenschaften erzeugt.

### Schwarzes & Weißes Kōji

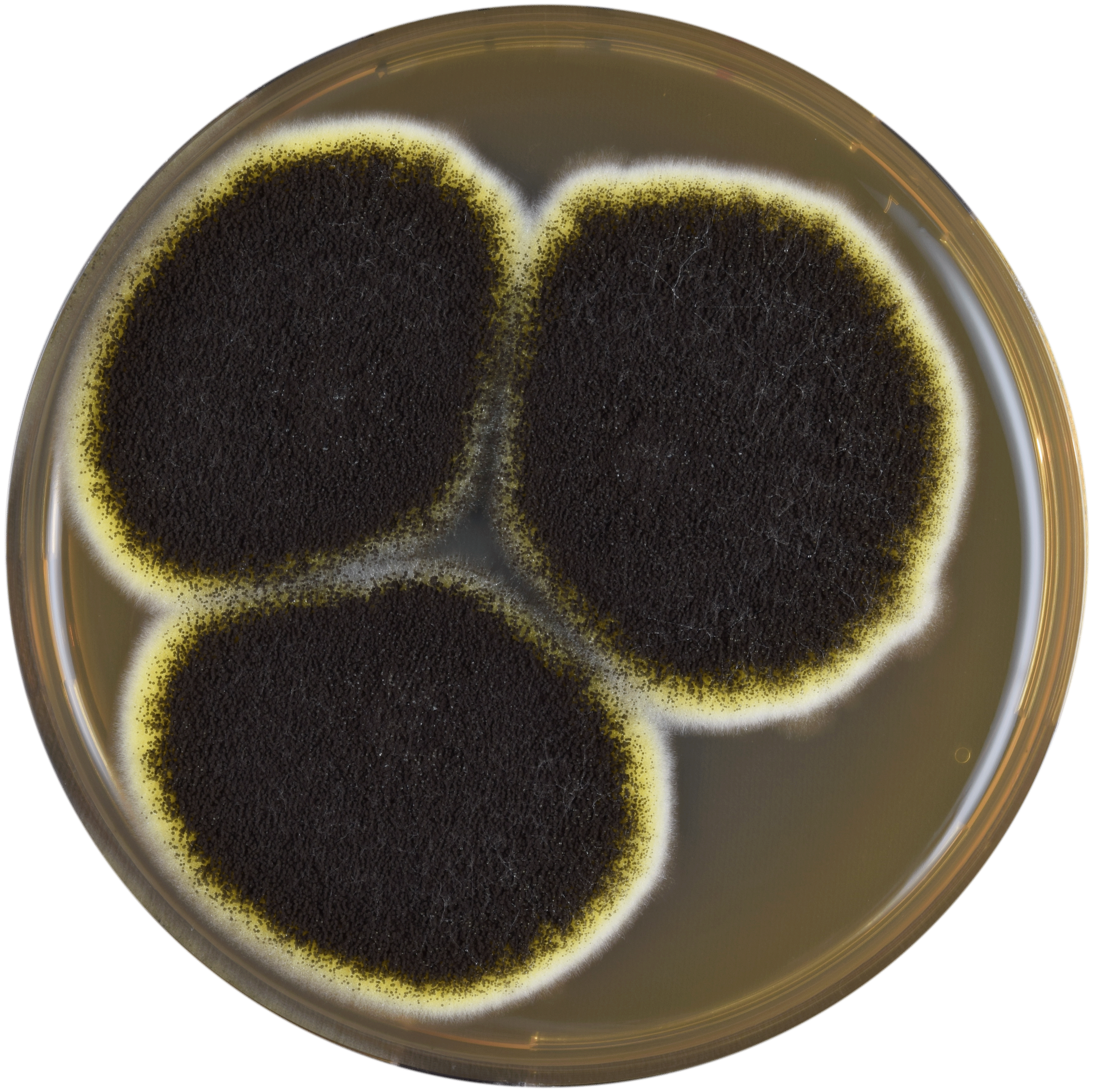
Aspergillus niger auf MEAOX-Agar

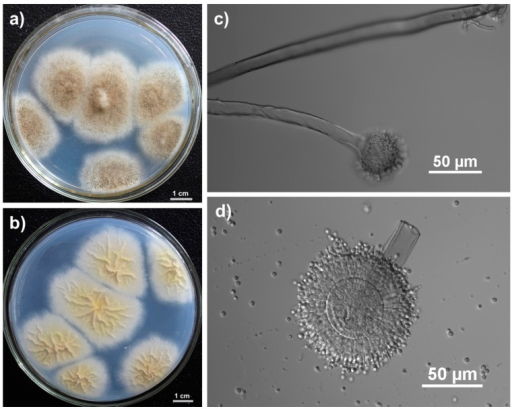
Aspergillus tubingensis auf Czapek-Agar

Schwarzes Kōji erzeugt bei der Fermentation Citronensäure, die das Heranwachsen unerwünschter Mikroorganismen hemmt. Es wird zur Herstellung von Shōchū und Awamori verwendet.
Es gibt drei Aspergillus-Arten, die als schwarzes Kōji verwendet werden:
- Aspergillus luchuensis (synonym Aspergillus awamori, Aspergillus kawachii, Aspergillus inuii, Aspergillus nakazawai und Aspergillus coreanus, クロコウジキン / 黒麹菌 ‚kuro kōji-kin‘)
- Aspergillus niger (synonym Aspergillus batatae, Aspergillus aureus oder Aspergillus foetidus, Aspergillus miyakoensis und Aspergillus usamii, einschließlich A. usamii mut. shirousamii)
- Aspergillus tubingensis (synonym Aspergillus saitoi und A. saitoi var. kagoshimaensis)

Weißes Kōji ist eine Albino-Variante von Aspergillus luchuensis.

## Geschichte
Im 4. Jahrhundert v. Chr. wurde der Prozess der Herstellung von Reiswein und fermentierter Bohnenpaste mithilfe von Formen erstmals dokumentiert. Im Jahr 725 n. Chr. wurde im japanischen Werk Harima no Kuni Fudoki (‚Geografie und Kultur der Harima-Provinz‘) erstmals Kōji außerhalb Chinas erwähnt und beschrieben, dass die Japaner Kōji mit Pilzsporen aus der Luft herstellten. Um das 10. Jahrhundert herum erfuhr die Kōji-Produktionsmethode einen Wandel und ging vom natürlichen Aussaatsystem im Reis zum sogenannten Tomodane über. Dabei wird Kōji bis zur Sporenfreisetzung kultiviert und mit den Sporen eine neue Charge der Produktion angesetzt. In der Meiji-Ära war es dank der Integration neuer mikrobiologischer Techniken erstmals möglich, Kōji in Reinkulturen zu isolieren und vermehren. Diese Fortschritte erleichterten die Verbesserung der Qualität der Pilzkultur und die Auswahl wünschenswerter Eigenschaften.
Später wurde bekannt, dass es sich bei Kōji um verschiedene Aspergillus-Arten handelt. Aspergillus oryzae wurde erstmals 1878 als Eurotium oryzae Ahlb. und 1883 als Aspergillus oryzae (Ahlb.) Cohn beschrieben. Aspergillus luchuensis wurde erstmals 1901 von Tamaki Inui an der Universität von Tokyo beschrieben. Genichiro Kawachi isolierte 1918 eine farblose Mutante von A. luchuensis (schwarzem Kōji) und nannte sie Aspergillus kawachii (weißes Kōji). Aspergillus sojae wurde erstmals 1944 als eine eigenständige Art in Kōji beschrieben. Zunächst war Aspergillus sojae als eine Varietät von Aspergillus parasiticus angesehen worden, weil er im Gegensatz zu den übrigen Pilzen des Kōji nie aus dem Boden isoliert worden war.